# Marche patriotique
La Marche patriotique (espagnol : Marcha Patriótica), est un mouvement politique et social colombien de gauche à fondé le 21 avril 2012.
Le mouvement a été créé à l’initiative d'organisations sociales et politiques avec pour mot  d’ordre « la paix avec justice sociale ». Le responsable de sa Commission des relations internationales, Francisco Toloza, et son coordinateur national, Huber Ballesteros, ont été arrêtés pour « rébellion aggravée » en 2014.
En 2021, le mouvement décide de rejoindre la coalition du Pacte historique et de soutenir Gustavo Petro et Francia Márquez lors de l'élection présidentielle de 2022,.
En 2022 et 2023, le mouvement est toujours actif, s'engageant dans les luttes sociales, soutenant le gouvernement et les réformes de Gustavo Petro et participant aux élections régionales et municipales de 2023,.
Plus de 200 militants du mouvement ont été assassinés entre 2011 et 2020.